# Niemarzyn
Niemarzyn – wieś w Polsce położona w województwie wielkopolskim, w powiecie rawickim, w gminie Miejska Górka.
Wieś szlachecka Niemarzyno, własność kasztelana międzyrzeckiego Andrzeja Górki, około 1580 roku leżała w powiecie kościańskim województwa poznańskiego.
W okresie Wielkiego Księstwa Poznańskiego (1815-1848) miejscowość wzmiankowana jako Niemarzyn należała do wsi większych w ówczesnym pruskim powiecie Kröben (krobskim) w rejencji poznańskiej. Niemarzyn należał do okręgu sarnowskiego tego powiatu i stanowił część majątku Miejska Górka, którego właścicielem był wówczas (1846) książę Sułkowski. Według spisu urzędowego z 1837 roku Niemarzyn liczył 218 mieszkańców, którzy zamieszkiwali 28 dymów (domostw).
W latach 1975–1998 miejscowość administracyjnie należała do województwa leszczyńskiego.